# Cantonul Pinols
Cantonul Pinols este un canton din arondismentul Brioude, departamentul Haute-Loire, regiunea Auvergne, Franța.

## Comune
- La Besseyre-Saint-Mary
- Auvers
- Chastel
- Chazelles
- Cronce
- Desges
- Ferrussac
- Pinols (reședință)
- Tailhac